# Подолень (Галац)
Подолень, Подолені (рум. Podoleni) — село у повіті Галац в Румунії. Входить до складу комуни Барча.
Село розташоване на відстані 180 км на північний схід від Бухареста, 57 км на північний захід від Галаца, 142 км на схід від Брашова.

## Населення
За даними перепису населення 2002 року у селі проживали 1357 осіб. Усі жителі села рідною мовою назвали румунську.
Національний склад населення села:
| Національність | Кількість осіб | Відсоток |
| -------------- | -------------- | -------- |
| румуни         | 717            | 52,8%    |
| цигани         | 639            | 47,1%    |